# Mark St. John
Mark St. John, nome artístico de Mark Norton, (Los Angeles, 7 de fevereiro de 1956 – Nova Iorque, 5 de abril de 2007) foi um guitarrista norte-americano.
Mark foi o terceiro guitarrista oficial do Kiss, tendo substituído Vinnie Vincent (que substituiu Ace Frehley).

## Biografia

### Início de vida e paixão pela música
Ele estava mais interessado em basquete do que em música até o final do colegial, quando finalmente descobriu sua verdadeira vocação (começou a tocar guitarra por rebeldia). Ele começou a tocar guitarra em 1972, como hobby. O espalhafatoso jeito de St. John tocar refletiu a era dos guitarristas de rock influenciados por Van Halen.

### 1984-84: KISS
Entrou no Kiss no início de 1984. Chegou a gravar o álbum Animalize, que foi um grande sucesso, numa época onde o grupo já não usava a maquiagem pesada e as roupas que eram sua marca registrada, mas precisou sair logo no início da turnê do disco por causa de uma artrite grave que o atormentava. John recebeu o diagnóstico dessa doença, chamada Síndrome de Reiter, que causou inchaço nas suas mãos e braços e o impediu de tocar guitarra. Fez trechos de alguns shows (e apenas 1 show completo) e gravou apenas um vídeo com o Kiss, o popular vídeo da MTV Heaven's On Fire, e foi substituído em dezembro de 1984 por Bruce Kulick.

### 1984-2003: Depois do KISS
Após deixar o Kiss sua condição médica melhorou. Em janeiro de 1985, St. John se juntou ao vocalista David Donato e ao baterista Barry Brandt do Angel para trabalhar no desenvolvimento de algumas ideias de demo. Em março, ele estava tocando ao vivo novamente, aparecendo em uma jam session de estrelas no FM Station Club. A formação incluiu Rudy Sarzo e Tommy Aldridge (Kiss Revolution, abril / maio de 1985). St. John também se apresentou para uma plateia lotada em um show beneficente de jazz para o Greenpeace. Alguns dos músicos que tocaram ao lado de St. John incluíam a banda Steve Hooks, Stu Nevitt (Shadowfax), Slyde Hyde (Tom Scott / Supertramp), Al Aarons (Count Basie), além de outros convidados especiais.
St. John e Donato logo formaram o White Tiger. Eles escreveram a maior parte do material para o álbum em meados de 1985 e decidiram completar uma programação para gravar. A banda também incluía o irmão mais novo de St. John, Michael, no baixo, mas foi completada com a adição de Brian James Fox na bateria. Embora o lançamento independente tenha ido bem nesse nível, vendendo cerca de 50.000 cópias, e a banda se apresentando na Califórnia, White Tiger se juntou a Garry Lane, proprietário da Logic Productions, que promoveu muitas das melhores bandas em Los Angeles. St. John e Lane tornaram-se bons amigos se encontrando pela segunda vez no Trojan Studios em Garden Grove. Foi aí que St. John e Lane tiveram a ideia de tocar no lendário clube conhecido como The Hot Spot localizado em Huntington Beach, Califórnia, de propriedade de Gennie Gromet (que era a ex-esposa de Dick Dale da banda Dick Dale e os Del-Tones). A banda não conseguiu se separar enquanto trabalhava nas demos para um segundo álbum em 1988.
St. John se juntou a Jeff Scott Soto em 1988 para fazer uma demo.
St. John também fez alguns trabalhos de sessão como guitarra solo em "Livin 'for My Lord" no álbum de Ken Tamplin de 1990, Axe to Grind. Tamplin é um roqueiro cristão inspirador, mais famoso por seu envolvimento na banda Shout. Tamplin também co-escreveu material com Gene Simmons do Kiss. St. John também trabalhou com a ex-estrela de Knight Rider David Hasselhoff, até mesmo aparecendo em seu vídeo, "Is Everyone Happy".
St. John fez uma demonstração em 1990 com o ex-membro do Kiss, Peter Criss. Essa banda, conhecida como Keep, se tornou o que era essencialmente White Tiger, com Criss substituindo Brian Fox na bateria e David Donato substituindo o vocalista original David MacDonald. Esta formação tocou ao vivo apenas uma vez, em 2 de maio de 1990, em uma clínica de bateria na loja de música Guitar Center em Lawndale. Quando a banda começou a comprar sua demo (creditada como Peter Criss), a resposta foi universalmente negativa. Uma demo em cassete para circular simplesmente apresentava "Love for Sale", "Long Time" e "All Night Long", embora eles também tivessem feito um cover do sucesso de 1971 de Lee Michaels "Do You Know What I Mean" e tivessem outro material original, como como "Entre as Linhas". No início de 1991, a dificuldade em comprar a demo e a necessidade de St. John de continuar ganhando a vida geraram atritos entre Criss e ele, que deixou a banda (que acabou se tornando Criss).
Ele fez parte de uma banda de curta duração com Phil Naro chamada Mark St. John Project, que lançou uma edição limitada do EP em 1999, e também fez uma aparição na Kiss Expo em Nova Jersey. Mais tarde, ele lançou um CD totalmente instrumental em 2003 chamado Magic Bullet Theory.
Nos anos posteriores, St. John não fez muitas aparições públicas. Andava recluso e havia voltado a lecionar aulas de guitarra em Los Angeles.

### 2006: Declínio de saúde e morte
A partir de 14 de setembro de 2006, St. John foi encarcerado por vários dias na cadeia de Theo Lacy em Orange County, Califórnia, após ser acusado de posse de parafernália de drogas não especificada, tentativa de destruição de provas e resistência à prisão. Ele foi inicialmente alojado no Quartel D da instalação, um dormitório de segurança média para infratores não-violentos. Mais tarde, ele foi transferido para o quartel F-West depois de dizer aos guardas que havia roubado biscoitos da caixa de propriedade de outro preso e temia por sua segurança. [] Um guarda supostamente conspirou com um grupo de presidiários para que St. John fosse agredido pela transgressão e, subsequentemente, St. John foi brutalmente espancado e esfaqueado com lápis por um grupo de até 20 presidiários. [8] O guarda foi posteriormente colocado em licença remunerada enquanto se aguarda a investigação deste e de outros incidentes violentos dentro da prisão. Em uma entrevista para o OC Weekly, um colega recluso descreveu o encontro de St. John:
Ele foi pego roubando algo. Acho que ele fez isso em algum outro lugar da prisão, mas descobrimos de alguma forma. . . . O cara do Kiss levou uma surra muito forte. []
Sua namorada, que disse que ele estava irreconhecível após o espancamento violento, acredita que o incidente foi o responsável direto por sua morte prematura vários meses depois. Alguns dias antes do espancamento, St. John disse a ela que havia "delatado" um traficante de drogas vários anos antes e acreditava que seria atacado se isso fosse conhecido pelos outros presidiários. []
Nos meses seguintes, após deixar a Cadeia de Theo Lacy, St. John sofreu fortes dores de cabeça e no corpo e muitas vezes disse à namorada que as doenças crônicas eram absolutamente resultado da surra em Theo Lacy. Embora não se saiba que cuidados médicos ele recebeu dentro da prisão, após sua libertação, ele se recusou a ver um médico por não ter seguro médico, e assim sua saúde piorou. St. John morreu em 5 de abril de 2007, devido ao que o legista descreveu como uma hemorragia cerebral causada por uma overdose acidental de metanfetamina. []
Amigos alegaram que St. John nunca mais foi o mesmo depois da surra e não falaria sobre seu breve período na Cadeia de Theo Lacy. Outro amigo afirmou que St. John entrou em depressão e vício em drogas depois de ser libertado, vendendo todas as suas roupas, cortando grama e fazendo telhas para pagar o vício das drogas que saiu do controle.
Faleceu dia 5 de abril de 2007, aos 51 anos, de hemorragia cerebral.

## Discografia

### Kiss
- Animalize - 1984

### White Tiger
- White Tiger - 1986
- Raw - 1999 (Coletânea)

### Mark St. John Project
- Mark St. John Project - 1988
- Magic Bullet Theory - 2003